# Cun cút chân vàng
Turnix tanki (tên tiếng Anh: yellow-legged buttonquail, Cun cút chân vàng) là một loài trong họ Turnicidae, một họ nhỏ của chim, giống nhưng không liên quan đến Chim cút thật sự. Chúng là loài đặc hữu của Tiểu lục địa Ấn Độ và Đông Nam Á.
Họ này đặc biệt ở chỗ những con cái thì có nhiều màu sắc hơn những con đực. Con cái có cổ màu đỏ hoe, thứ được thay lông trong mùa không sinh sản. Con cái cung cấp thức ăn cho con đực trong quá trình tán tỉnh và khi đẻ trứng, con cái sẽ giao nhiệm vụ ấp trứng cho con đực. Trứng sẽ nở sau 12 ngày (trong điều kiện nuôi nhốt) và những con non sẽ đi theo con đực sau khi nở.

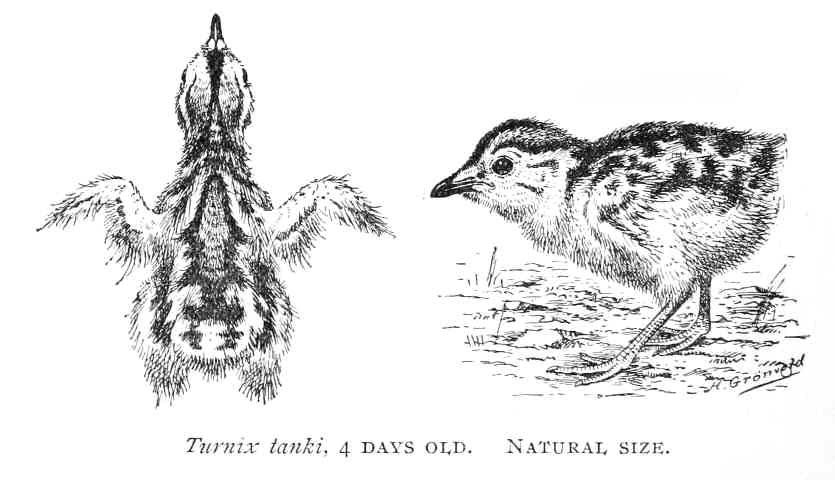
Lông măng của con non bốn ngày tuổi